# ريد بوغز
ريد بوغز (بالإنجليزية: Redd Boggs)‏ (2 أبريل 1921 - 9 مايو 1996)؛ روائي أمريكي.